# Världsmästerskapen i konståkning 2015
Världsmästerskapen i konståkning 2015 arrangerades den 23–29 mars 2015 i Shanghai. Det beslutades i Kuala Lumpur i Malaysia i juni 2012. Det var första gången som Kina arrangerade världsmästerskapen.

## Resultat[2]
| Disciplin | Guld                                            | Silver                       | Brons                             |
| Herrar    | Javier Fernández (ESP)                          | Yuzuru Hanyu (JPN)           | Denis Ten (KAZ)                   |
| Damer     | Elizaveta Tuktamysjeva (RUS)                    | Satoko Miyahara (JPN)        | Jelena Radionova (RUS)            |
| Paråkning | Kanada Meagan Duhamel Eric Radford              | Kina Sui Wenjing Han Chong   | Kina Pang Qin Tong Jian           |
| Isdans    | Frankrike Gabriella Papadakis Guillaume Cizeron | USA Madison Chock Evan Bates | Kanada Kaitlyn Weaver Andrew Poje |